# فردریک اسپیلر
فردریک اسپیلر (انگلیسی: Frederick Spiller; ۲۲ نوامبر ۱۸۸۴ – ۱۵ سپتامبر ۱۹۵۳) بوکسور اهل بریتانیا بود.